# Ambasada Rzeczypospolitej Polskiej w Wiedniu
Ambasada Rzeczypospolitej Polskiej w Republice Austrii z siedzibą w Wiedniu (niem. Botschaft der Republik Polen in Wien) – polska misja dyplomatyczna w stolicy Austrii.

## Historia
Polska nawiązała stosunki dyplomatyczne z Austrią już w 1918. Delegat rządu polskiego w Wiedniu urzędował od listopada 1918. Po wcieleniu Austrii do III Rzeszy placówkę przekształcono w konsulat generalny. Po II wojnie światowej wznowiono stosunki 5 marca 1946.

## Konsulaty honorowe
Konsulaty honorowe RP w Austrii znajdują się w:
- Grazu
- Klagenfurt am Wörthersee
- Innsbrucku
- Linzu
- Salzburgu